# NGC 4467
NGC 4467 је елиптична галаксија у сазвежђу Девица која се налази на NGC листи објеката дубоког неба.
Деклинација објекта је + 7° 59' 34" а ректасцензија 12h 29m 30,3s. Привидна величина (магнитуда) објекта NGC 4467 износи 14,0 а фотографска магнитуда 15,0. Налази се на удаљености од 16,8000 милиона парсека од Сунца. NGC 4467 је још познат и под ознакама MCG 1-32-80, CGCG 42-130, ARAK 369, VCC 1192, PGC 41169.